# Gaston Icart
Gaston Icart, né le 24 octobre 1893 à Toulouse et mort à Montauban le 11 juin 1975, est un poète français du XXe siècle, fondateur de la revue littéraire Le Domaine qui parait pendant l'entre-deux-guerres.

## Biographie
Gaston Pierre Icart, né le 24 octobre 1893 à Toulouse, est le fils de Mages Joseph Icart, employé des Postes et Télégraphes (né vers 1866) et de Jeanne Marie Thérèse Loubet, tailleuse (née vers 1872).
En 1911, il vit avec sa mère au 79 rue des marchands à Foix et travaille comme employé de commerce chez Laffont. Il collabore alors avec la revue L'Ariège pittoresque qui publie ses poèmes, comme Ressouvenir en 1913 et Jehanne d'Arc en 1914.
Il est incorporé en novembre 1913 pour le service militaire au 143e Régiment d’Infanterie, alors qu'il est domicilié à Foix. Mobilisé en août 1914, il passe au 215e Régiment d’Infanterie en juin 1916. Il est blessé à « la main gauche par un coup de sabre », le 29 septembre 1916 au Linge, dans les Vosges alsaciennes et évacué de la zone de front. Il rejoint sa compagnie en novembre 1916, reçoit une citation à l'ordre du régiment le 24 août 1917 : « Excellent soldat, très courageux, a pris le commandement de son escouade depuis le 17/8 et l'a maintenue à son poste sous d'intenses bombardements ». Promu caporal le 11 mars 1918, il est « porté disparu le 8 avril, dans le bois sud de Folembray (Aisne) » et retenu prisonnier à Darmstadt jusqu'à la fin de la guerre.
Il épouse Paule Marie Louise Peybernies à Foix le 20 juin 1922 et fonde, la même année, la revue Le Domaine, d'abord sous-titrée Revue littéraire mensuelle de l'Enregistrement et du Notariat, puis Revue littéraire mensuelle des Administrations de l'Enregistrement et des Contributions directes et du Corps du Notariat. A la sortie du premier numéro, daté du 15 novembre 1922, on lit que c'est une revue corporatiste « destinée surtout à servir à la diffusion des œuvres et des poètes nombreux parmi les enregistreurs, c'est-à-dire les fonctionnaires de l'administration de l'enregistrement et des domaines ». En 1936, la revue est toujours publiée et totalise plus de 550 pages pour l'année.    
Sa fiche matricule indique qu'il est domicilié à Montauban en 1930 et à Montpellier en 1936.    
Pour la publication de Vinaire en 1939, la revue Septimanie à laquelle il collabore régulièrement rapporte les excellentes critiques reçues par l'auteur, et honore sa verve qui est comparée à celles de Baudelaire, Rabelais ou Francis Carco, pour conclure « simplement que c'est du Gaston Icart ».    
Non seulement poète, il est également peintre et graveur. Ses peintures sont exposées dans une galerie d'Orléans en 1926 et il réalise les illustrations de ses textes par des gravures dans Septimanie.    
Atteint de la tuberculose, il est pensionné de guerre en 1959.  
Gaston Icart meurt à Foix le 11 juin 1975. 

## Œuvres principales
- Les fleurs de feu, 1917
- Vinaire, 1939
- Sonnets barbares, 1941[12]
- Villottes, 1942[13]

## Distinctions
- Croix de guerre 1914–1918, étoile d'argent
- Médaille militaire, par décret du 29 janvier 1957[5]